# 龍之牙
在希腊神话，龍之牙在腓尼基卡德摩斯傳說和伊阿宋的金羊毛任務中有特殊地位。 龍會噴火，種下龍之牙將長出為全副武裝的戰士。

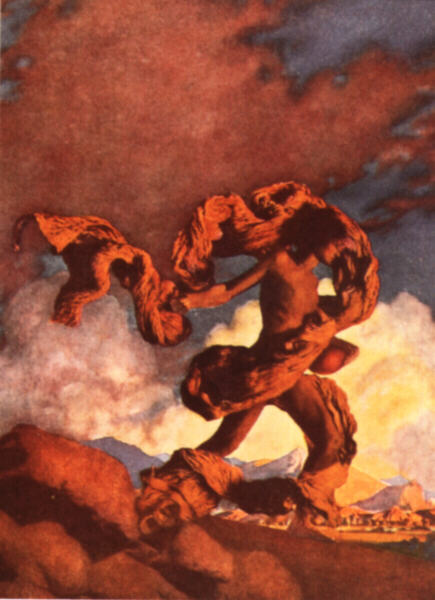
卡德摩斯播種龍之牙，1908年馬克思菲爾德·派黎胥繪製

## 卡德摩斯屠龍
卡德摩斯殺死了龍，這龍是戰神阿瑞斯的兒子，後雅典娜交代卡德摩斯將巨龍的牙齒拔下來，再播種龍之牙，種下去之後地下冒出了一整隊全副武裝的戰士，後來幫卡德摩斯建立了底比斯。。